# Kang Man-gum
Kang Man-gum (* 23. September 1992) ist ein nordkoreanischer Eishockeyspieler.

## Karriere
Kang Man-gum vertrat Nordkorea im Juniorenbereich bei den U20-Weltmeisterschaften 2010 und 2011 jeweils in der Division III.
Er debütierte als 23-Jähriger bei der Weltmeisterschaft 2016 in der Division II für die nordkoreanische Nationalmannschaft. Auch bei den Weltmeisterschaften 2017, 2018 und 2019 spielte er in der Division II.
Auf Vereinsebene spielt Kang für Pyongchol in der nordkoreanischen Eishockeyliga  und wurde mit dem Klub 2010, 2011 und 2014 nordkoreanischer Meister.

## Erfolge und Auszeichnungen
- 2010 Nordkoreanischer Meister mit Pyongchol
- 2011 Nordkoreanischer Meister mit Pyongchol
- 2014 Nordkoreanischer Meister mit Pyongchol